# Taulé
Taulé (tiếng Breton: Taole) là một xã của tỉnh Finistère, thuộc vùng Bretagne, miền tây bắc Pháp.

## Dân số
Người dân ở Taulé được gọi là Taulésiens.